# 白羊宮
白羊宮（拉丁語：Aries）是占星术黃道十二宮之第一宮，黃經從0°到30°，原對應的星座是白羊座，在希臘傳統指綿羊，但由於歲差，現已移到雙魚座。每年3月21日前後太陽到這一宮，那时是春分，所以春分點又叫白羊宮第一點，而白羊宮指的出生日期為春分後至穀雨，約為每年3月21日至4月19日。白羊宮的附庸星（也門占星學）為太陽，代表太陽光及太陽風。而在密宗占星學中，白羊宫的神秘守護星為水星，層次守護星為天王星。

## 符號及象徵

白羊座的天文符號

白羊宮的符號為♈，代表羊角，亦代表春天植物破土而出之形，守護星為代表戰神瑪爾斯（原形為希臘神祇阿瑞斯）的火星，代表金屬是鐵，代表色為红色，亦代表人的頭部及嬰兒時期。太陽是白羊宮的擢升守護星（與也門占星學的附庸星相同）。
白羊宮與獅子宮及人馬宮都屬於占星學中依照亞里士多德時期認為構成宇宙的四元素說的四分類法中的火象星座，意象為火焰的頂部，溫度最高；是占星學中三分類法，本位、固定、變動中的本位星座（又稱主導星座）；是占星學中二分類法，陽、陰中的陽性星座。

### 符號編碼
白羊宮符號編碼記載於雜項符號。
- U+2648 ♈ ARIES